# One Wild Night Tour
One Wild Night Tour fu un tour musicale del gruppo statunitense Bon Jovi, intrapreso nel 2001 per promuovere il primo album dal vivo del gruppo One Wild Night Live 1985-2001.

## I Bon Jovi
- Jon Bon Jovi - voce, chitarra
- Richie Sambora - chitarra, cori
- David Bryan - tastiere, cori
- Tico Torres - batteria

## Musicisti aggiuntivi
- Hugh McDonald - basso, cori

## Il breve ritorno di Alec John Such
Nell'ultima data del tour, il 28 luglio al Giants Stadium, l'ex bassista del gruppo Alec John Such ha suonato per la prima volta con la band dopo il suo abbandono nel 1994 nella canzone Wanted Dead or Alive. Si tratta dell'ultima performance di Such con i Bon Jovi.

## Date

### Leg 1: Australia e Giappone
- 24.03.2001  - Colonial Stadium, Melbourne
- 28.03.2001  - Yokohama Arena, Yokohama, Giappone
- 29.03.2001  - Yokohama Arena, Yokohama, Giappone
- 31.03.2001  - Osaka Dome, Osaka, Giappone
- 03.04.2001  - Nagoya Dome, Nagoya Giappone
- 05.04.2001  - Tokyo Dome, Tokyo, Giappone

### Leg 2: Nord America
- 18.04.2001  - Desert Sky Pavillion, Phoenix, AZ, Stati Uniti d'America
- 20.04.2001  - Arrowhead Pond, Anaheim, CA, Stati Uniti d'America
- 21.04.2001  - MGM Grand Garden Arena, Las Vegas, NV, Stati Uniti d'America
- 23.04.2001  - San Jose Arena, San Jose, CA, Stati Uniti d'America
- 25.04.2001  - Forosol, Città del Messico, Messico
- 28.04.2001  - Delta Center, Salt Lake City, UT, Stati Uniti d'America
- 30.04.2001  - Pepsi Center, Denver, CO, Stati Uniti d'America
- 02.05.2001  - Smirnoff Music Centre, Dallas, TX, Stati Uniti d'America
- 04.05.2001  - Schottenstein Arena (Ohio State University), Columbus, OH, Stati Uniti d'America
- 05.05.2001  - Gund Arena, Cleveland, OH, Stati Uniti d'America
- 08.05.2001  - Van Andel Arena, Grand Rapids, MI, Stati Uniti d'America
- 10.05.2001  - Walnut Creek Amphitheater, Raleigh, NC, Stati Uniti d'America
- 11.05.2001  - Philips Arena, Atlanta, GA, Stati Uniti d'America
- 13.05.2001  - MCI Center, Washington, DC, Stati Uniti d'America
- 15.05.2001  - Bi-Lo Center, Greenville, SC, Stati Uniti d'America
- 17.05.2001  - Corel Centre, Ottawa, ON, Canada
- 19.05.2001  - Colisee de Pepsi, Quebec City, QC, Canada
- 20.05.2001  - Pepsi Arena, Albany, NY, Stati Uniti d'America

### Leg 3: Europa
- 31.05.2001  - Stockholms Olympiastadion, Stoccolma, Svezia
- 03.06.2001  - Festival Site, Werchter, Belgio
- 05.06.2001  - Amsterdam ArenA, Amsterdam, Paesi Bassi
- 06.06.2001  - Amsterdam ArenA, Amsterdam, Paesi Bassi
- 08.06.2001  - Hampden Park, Glasgow, Scozia
- 10.06.2001  - RDS, Dublino, Irlanda
- 13.06.2001  -  Alfred McAlpine Stadium, Huddersfield, Inghilterra
- 16.06.2001  - National Bowl, Milton Keynes, Inghilterra
- 17.06.2001  - Millennium Stadium, Cardiff, Galles
- 19.06.2001  - Palais omnisports de Paris-Bercy, Parigi, Francia
- 20.06.2001  - Müngersdorfer Stadion, Colonia, Germania
- 22.06.2001  - Cannstatter Wasen, Stoccarda, Germania
- 24.06.2001  - Trabrennbahn, Amburgo, Germania
- 26.06.2001  - Letzigrund Stadion, Zurigo, Svizzera
- 27.06.2001  - Stadio Euganeo, Padova, Italia
- 29.06.2001  - Ernst Happel Stadion, Vienna, Austria
- 30.06.2001  - Olympiastadion, Monaco di Baviera, Germania

### Leg 4: Nord America
- 08.07.2001  - Marcus Amphitheater, Milwaukee, WI, Stati Uniti d'America
- 09.07.2001  - Target Center, Minneapolis, MN, Stati Uniti d'America
- 13.07.2001  - Tweeter Center Chicago, Tinley Park, IL, Stati Uniti d'America
- 15.07.2001  - Pine Knob Music Theatre, Detroit, MI, Stati Uniti d'America
- 16.07.2001  - Pine Knob Music Theatre, Detroit, MI, Stati Uniti d'America
- 17.07.2001  - Molson Amphitheatre, Toronto, ON, Canada
- 19.07.2001  - Molson Centre,  Montreal, QC, Canada
- 21.07.2001  - Post-Gazette Pavilion, Pittsburgh, PA, Stati Uniti d'America
- 22.07.2001  - Hersheypark Stadium, Hershey, PA, Stati Uniti d'America
- 24.07.2001  - Blockbuster-Sony Music Entertainment Centre, Camden, NJ, Stati Uniti d'America
- 25.07.2001  - Tweeter Center for the Performing Arts, Boston, MA, Stati Uniti d'America
- 27.07.2001  - Giants Stadium, East Rutherford, NJ, Stati Uniti d'America
- 28.07.2001  - Giants Stadium, East Rutherford, NJ, Stati Uniti d'America